# Heat (film, 1995)
Pour les articles homonymes, voir Heat.
Pour plus de détails, voir Fiche technique et Distribution.
Heat (ou Tension au Québec) est un film policier américain écrit et réalisé par Michael Mann et sorti en 1995. Il s'agit d'un remake de L.A. Takedown, un téléfilm du même réalisateur diffusé en 1989.
Avec, dans les rôles principaux, Robert De Niro, Al Pacino, Val Kilmer et Tom Sizemore, Heat met en scène la confrontation des personnages de Neil McCauley (Robert De Niro) et Vincent Hanna (Al Pacino), respectivement chef d'équipe de braqueurs professionnels et lieutenant de police opiniâtre. Ils vont se livrer une lutte à distance et voient leurs vies privées et professionnelles se lier inéluctablement, jusqu'à leur confrontation finale.
En août 2022, Michael Mann publie le roman Heat 2, qui est à la fois une préquelle et une suite de Heat. Il projette ensuite de l'adapter en film.

## Synopsis
À Los Angeles, une équipe de braqueurs chevronnés prépare l'attaque d'un fourgon blindé. Leur chef, Neil McCauley, a peaufiné les derniers détails avec ses complices Chris Shiherlis, Michael Cheritto et Trejo. Ayant besoin d'un homme supplémentaire, l'équipe engage un nouvel associé, Waingro (que Cheritto surnomme « l'artiste »), un individu qui s'avère être doté d'un tempérament de « chien fou ».
Lors du braquage du fourgon, pourtant planifié dans les moindres détails par Neil McCauley et ses hommes, Waingro perd les pédales et tue l'un des gardes. Le braquage se termine alors en bain de sang, les autres gardes devant être tués afin de ne pas révéler ce qu'ils ont vu. Les voleurs (qui n'ont pas touché à l'argent contenu dans le fourgon) ont dérobé une enveloppe contenant des bons au porteur d'une valeur de 1,6 million de dollars appartenant à un financier véreux, Roger Van Zant. Peu de temps après, la police arrive sur les lieux. L'enquête est confiée à Vincent Hanna, un lieutenant aguerri de la police criminelle de Los Angeles. Ce dernier se lance sur la piste de « l'artiste » (un témoin oculaire ayant entendu un des braqueurs appeler son collègue ainsi).
À la suite de ce braquage qui s'est mal terminé, Neil McCauley et son équipe décident d'éliminer Waingro, en raison de sa responsabilité dans le carnage ainsi que pour son manque flagrant de fiabilité. Alors qu'ils se préparent à l'abattre dans un parking, un coup du sort permet à Waingro de s'échapper. Se lançant à sa poursuite, les braqueurs perdent cependant sa trace. Ils rentrent ensuite chez eux. Quand Chris Shiherlis revient chez lui, il se dispute avec sa femme, Charlene, qui lui reproche son manque de maturité et son côté flambeur ; elle veut le quitter. Énervé, Chris quitte la maison et part dormir chez McCauley, expliquant à son chef (quand celui-ci revient chez lui le lendemain) les déboires de son couple.
Passant à la suite, Neil McCauley commence à planifier le braquage d'une banque de Los Angeles, prévoyant de faire ce hold-up après avoir réalisé le cambriolage d'un entrepôt de métaux précieux. Durant la période où il prépare le casse de l'entrepôt, il fait la rencontre d'Eady, une jeune femme employée d'une librairie. Une idylle commence entre eux.
Peu après, Neil McCauley — sur les conseils de son receleur Nate — entre en contact avec Roger Van Zant afin de lui revendre ses propres bons au porteur qui, étant assurés, lui vaudront tout de même un bénéfice s'il les rachète. Van Zant accepte la transaction et indique à McCauley un lieu de rendez-vous pour le lendemain. Pendant qu'il règle cette affaire au téléphone à partir d'une cabine téléphonique publique, McCauley est en train d'observer Charlene, l'épouse de Chris Shiherlis, dans les bras de son amant Alan Marciano (un représentant de commerce de Las Vegas), les deux se trouvant dans un motel en ville. Après avoir attendu le départ de l'amant, McCauley s’introduit dans la chambre et sermonne la jeune femme, lui ordonnant de laisser une dernière chance à Chris avant de le quitter. Dans le cas où leur couple se terminerait finalement, McCauley s’engage à l'aider financièrement pour qu'elle puisse refaire sa vie avec son jeune fils ; Charlene accepte.
Le jour du rendez-vous avec Roger Van Zant, et alors que ce dernier n'envoie en guise d'argent qu'un tueur, Neil McCauley, sur ses gardes, vient au rendez-vous protégé par ses hommes ; l'opération de Van Zant échoue. McCauley recontacte ensuite Van Zant par téléphone, lui déclarant qu'il est un homme mort.
En parallèle, une lutte à distance s'engage entre Neil McCauley et Vincent Hanna. Le policier, remontant la piste du braquage du fourgon, discute avec l'un de ses indicateurs, Albert Torena, qui lui présente son frère Richard. Ce dernier révèle à Hanna que son ancien compagnon de cellule, Michael Cheritto, appelait tout le monde « l'artiste ». Avec cette information, Hanna parvient à retrouver la trace du gang de McCauley et apprend que celui-ci a prévu de cambrioler un entrepôt de métaux précieux. Le policier met alors en place une surveillance constante de l'équipe de McCauley. Dans le même temps, la vie sentimentale du policier commence à battre de l'aile, Hanna délaissant de plus en plus son épouse Justine au profit de son travail, bien qu'il tente de s'occuper de son mieux de sa belle-fille, Lauren Gustafson, délaissée par son père biologique.
Durant cette période, l'équipe de Vincent Hanna enquête sur le meurtre d'une prostituée, la dernière victime en date d'un tueur en série — qui s'avère être Waingro —, ce qui met le policier sur la trace de celui-ci. De son côté, Roger Van Zant, effrayé par les menaces de mort de Neil McCauley, se voit conseiller les services de Waingro pour assurer sa protection, ce dernier y voyant aussi une occasion de se venger de McCauley.
Le soir suivant, les policiers organisent une souricière autour de l'entrepôt de métaux précieux. Vincent Hanna s'y rend avec son second Drucker, les inspecteurs Sammy Casals, Mike Bosko et Danny Schwartz, le tout accompagnés de policiers du SWAT. Observant le dépôt à distance, cachés dans un camion, les policiers essayent d'intercepter les voleurs en flagrant délit. Alors qu'ils sont en train de surveiller Neil McCauley, posté en dehors de l’entrepôt pour guetter les alentours pendant que son complice Chris perce les coffres (après que Cheritto a neutralisé l’alarme de l’entrepôt), un des membres de l'équipe d'assaut de la police fait accidentellement du bruit avec son arme dans le camion. Alerté, McCauley préfère alors annuler l'opération et partir avec Chris et Cheritto sans rien emporter. Hanna les laisse partir, n'ayant pas d'éléments suffisants pour les incriminer.
Bien que Neil McCauley se sache désormais repéré par la police, il décide tout de même de mettre au point un dernier casse avant de partir à la retraite, celui de la banque de Los Angeles pour un butin estimé à 12 millions de dollars selon son informateur Kelso, qui a tous les détails. Quand il donne le choix à ses complices de l'accompagner ou pas dans ce dernier casse, ceux-ci décident de le suivre. Pendant ce temps, Vincent Hanna se rend à Las Vegas pour obliger l'amant de Charlene, Alan Marciano, à coopérer avec la police pour faire tomber Chris Shiherlis. Plus tard, le gang de McCauley se rend sur la zone portuaire de Los Angeles pour étudier les lieux (probablement pour leur prochain braquage) avant de repartir. L'équipe de Vincent Hanna, qui surveillait les braqueurs de loin, essaie de comprendre leur prochain objectif. Mais, quand il arrive sur les lieux avec son équipe, Hanna comprend subitement que McCauley s'est servi de cette mise en scène pour « piéger » Hanna et ses hommes, ce dernier les prenant en photo de loin afin de mieux connaître ses adversaires.
Au gré d'une filature organisée par Vincent Hanna, le policier parvient à rencontrer Neil McCauley ; l’arrêtant sur l’autoroute, il l'invite à aller discuter avec lui dans un bar. Durant la rencontre, les deux hommes aboutissent au constat qu'aucun d'entre eux ne renoncera à mener sa vie comme il l'entend, malgré les conséquences sur leurs vies privées respectives : Hanna délaissant son mariage avec son épouse Justine au profit de ses enquêtes de police, tandis que McCauley (qui est engagé dans sa relation avec Eady) affirme à Hanna que, quoi qu'il arrive, il ne retournera pas en prison, qu'il ne « replongera pas », étant prêt à tout plaquer dans la seconde (même son amie) s'il est obligé de s'enfuir. Les deux hommes conviennent aussi qu'ils n’hésiteront pas à abattre l'autre s'ils doivent le faire, bien que ceci ne leur plaise pas.
Par la suite, les braqueurs réussissent à semer la surveillance de la police et préparent le braquage de la banque. Mais, le jour du braquage, Trejo manque à l'appel : étant repéré par la police, il se voit contraint de se mettre en retrait afin d'attirer les policiers et, ainsi, détourner leur attention du braquage. Neil McCauley le remplace au pied levé par un ancien complice — Breedan, en liberté conditionnelle — qu'il rencontre par hasard dans le restaurant où celui-ci travaille. Quand McCauley lui propose inopinément de participer au braquage, Breedan accepte sans hésiter, ne supportant plus ses conditions de travail et notamment la malveillance de son employeur, malgré la promesse qu'il avait faite à sa fiancée Lillian de s’accrocher et de rester dans le droit chemin.
Le braquage de la banque débute mais, au cours de celui-ci, un appel téléphonique informe les policiers de son déroulement ; Vincent Hanna et ses hommes accourent sur les lieux. Procédant au bouclage du quartier dans une zone de forte population en plein centre-ville, les policiers se rapprochent discrètement de la banque. Ils interviennent alors que les braqueurs sont en train d'en sortir, venant à peine de terminer leur casse. Une fusillade éclate en pleine rue, à l'arme de guerre. Les braqueurs prennent la fuite en voiture, mais se retrouvent bloqués par un barrage de la police : alors que McCauley, Chris et Cherrito répliquent sur les policiers avec leurs armes, Breedan est tué au volant de la voiture. Au cours de la fusillade, plusieurs membres des forces de l'ordre sont blessés ou tués, dont les inspecteurs Bosko et Schwartz. Chris reçoit aussi une grave blessure à l'épaule mais parvient à s'enfuir avec l'aide de McCauley, les deux étant poursuivis par Hanna qui échoue cependant à les arrêter. Mais le policer réussit à tuer Cherrito alors que celui-ci tentait de s'enfuir dans une autre direction, avec une fillette dans les bras comme otage.
Tandis qu'il prépare sa fuite à l'étranger (et qu'il fait discrètement soigner Chris par un médecin), Neil McCauley se rend chez Trejo, persuadé que c'est lui qui les a donnés à la police ; mais il le découvre chez lui mourant, gravement blessé à la tête. Trejo a tout juste la force de lui dire qu'il a été torturé par Waingro (qui a aussi tué sa femme) et que c'est lui qui a prévenu la police ; il demande ensuite à son chef de l'achever, ce que McCauley fait d'une balle dans la tête. McCauley se rend ensuite chez Roger Van Zant pour l'éliminer.
Pendant ce temps, Charlene découvre que son amant Alan Marciano collabore avec la police et se retrouve contrainte d'accepter de leur livrer Chris, sous peine de perdre la garde de son enfant. De son côté, Vincent Hanna rend visite à la personne qui a prévenu la police du braquage, Hugh Benny ; il découvre que celui-ci est de mèche avec Waingro qui, travaillant pour Roger Van Zant, a trahi l'équipe de McCauley. Après la mort de Van Zant, Hanna comprend que Waingro est le prochain sur la liste de McCauley ; il fait alors fuiter des indices sur Waingro partout dans la ville afin d'attirer McCauley dans un piège.
En fin de nuit, Neil McCauley rejoint Eady chez elle. Mais celle-ci, horrifiée par la découverte aux informations du braquage de la banque, tente de s'enfuir. McCauley arrive cependant à la convaincre de rester avec lui, la jeune femme acceptant finalement de le suivre à l'autre bout du monde. Pendant ce temps, Chris Shiherlis, ayant quelque peu récupéré de sa blessure, se rend à l'appartement où se trouve Charlene (celui où son amant l'a amenée après que la jeune femme a quitté le domicile conjugal) pour la récupérer. Mais, au moment où il arrive sur les lieux, Charlene, sur le balcon donnant sur la rue, lui fait discrètement un signe de la main afin qu'il s'enfuie, la maison et le quartier étant cernés par la police. Malgré son désespoir, Chris obtempère et poursuit son chemin, la police le laissant repartir après avoir contrôlé ses faux papiers.
Les heures passent. Neil McCauley ne donne plus signe de lui. Vincent Hanna devient persuadé que le braqueur est déjà loin, parti à l’étranger. Ayant quitté son épouse Justine après que celle-ci l'a trompé avec Ralph, un amant d'un soir (pour rendre Hanna jaloux), le policier s'est installé à l'hôtel. Quand il retourne à sa chambre, il y découvre le corps de sa belle-fille Lauren Gustafson, plongée dans la baignoire, les veines des bras et des jambes tranchées après une tentative de suicide. L’emmenant à l’hôpital, il y retrouve Justine auprès de qui il reste pendant que les médecins s'occupent de sa fille. Lauren est finalement tirée d'affaire.
Alors qu'il roule sur le chemin du départ avec Eady, bien décidé à refaire sa vie avec la jeune femme, Neil McCauley apprend par un appel de Nate l'adresse de l'hôtel, près de l'aéroport, dans lequel se cache Waingro. Changeant brusquement de direction, McCauley fait demi-tour pour s'y rendre. Arrivé à l’hôtel, McCauley s'introduit clandestinement dans l'établissement et, déclenchant l'alerte incendie du bâtiment, profite de la panique pour arriver jusqu’à la chambre de Waingro. Bien que la chambre soit surveillée par des membres de l'équipe de Vincent Hanna, McCauley réussit à tuer Waingro en profitant de la panique alentour. Pendant ce temps, Hanna, en pleine discussion avec Justine à l’hôpital, comprend que son couple est terminé. Après avoir obtenu l'accord de Justine, il la laisse là et repart à la poursuite de McCauley.
Après avoir tué Waingro (et assommé un des policiers qui gardait celui-ci), Neil McCauley quitte l’hôtel, profitant de la panique environnante pour s'esquiver discrètement. Après avoir rejoint Eady en bas de l’hôtel, McCauley s'apprête à remonter en voiture avec elle. C'est alors qu'il repère Vincent Hanna, le voyant au loin arriver à pied dans sa direction, à demi caché par la foule qui évacue l’hôtel ; sans hésiter, McCauley abandonne une Eady stupéfaite dans la voiture, puis s'enfuit dans le sens inverse.
Après une longue course-poursuite entre les deux hommes sur les pistes de l'aéroport de Los Angeles, Vincent Hanna parvient à retrouver Neil McCauley et, à l'issue d'un jeu du chat et de la souris, l’abat d’un tir de pistolet. Avant de mourir, le braqueur déclare au policier : « Je t'avais dit que je ne replongerai pas ». Vincent Hanna saisit alors la main que lui tend McCauley à l'instant où le criminel va rendre son dernier soupir, tandis que les pistes de l'aéroport sont violemment éclairées pour l'atterrissage des avions.

## Fiche technique
Sauf indication contraire, les informations mentionnées dans cette section peuvent être confirmées par la base de données cinématographiques IMDb,  présente dans la section « Liens externes ».
- Titre original et français : Heat
- Titre québécois : Tension
- Réalisation et scénario : Michael Mann
- Musique : Elliot Goldenthal
- Décors : Neil Spisak
- Costumes : Deborah Lynn Scott
- Photographie : Dante Spinotti
- Montage : Pasquale Buba, William Goldenberg, Dov Hoenig et Tom Rolf
- Production : Art Linson, Michael Mann, Gusmano Cesaretti (associé) et Kathleen M. Shea (associée)
- Sociétés de production : Warner Bros., Regency Enterprises, Forward Pass, Monarchy Enterprises B.V. et Art Linson Productions
- Société de distribution : Warner Bros.
- Budget : 60 000 000 $[1]
- Pays de production :  États-Unis
- Langues originales : anglais et espagnol
- Format : couleurs - Technicolor - 2,35:1 - Dolby Digital / SDDS - 35 mm
- Genres : policier, action et néo-noir[2]
- Durée : 171 minutes
- Dates de sortie[3] : 
  - États-Unis : 15 décembre 1995
  - Belgique : 14 février 1996
  - France : 21 février 1996
- Classification :
  - Tous publics avec avertissement en France[4]

## Distribution
- Al Pacino (VF : José Luccioni ; VQ : Luis de Cespedes) : le lieutenant Vincent Hanna
- Robert De Niro (VF : Jacques Frantz ; VQ : Jean-Marie Moncelet) : Neil McCauley
- Val Kilmer (VF : François Leccia ; VQ : Éric Gaudry) : Chris Shiherlis
- Tom Sizemore (VF : Jean-Michel Farcy ; VQ : Yves Corbeil) : Michael Cheritto
- Diane Venora (VF : Martine Meirhaeghe ; VQ : Claudine Chatel) : Justine Hanna
- Amy Brenneman (VF : Céline Monsarrat ; VQ : Marie-Andrée Corneille) : Eady
- Dennis Haysbert (VF : Thierry Desroses ; VQ : Bernard Fortin) : Donald Breedan
- Ashley Judd (VF : Odile Schmitt ; VQ : Élise Bertrand) : Charlene Shiherlis
- Mykelti Williamson (VF : Daniel Kamwa ; VQ : Daniel Roussel) : le sergent Drucker
- Wes Studi (VF : Bernard Tixier ; VQ : Ronald France) : l'inspecteur Sammy Casals
- Ted Levine (VF : Georges Berthomieu ; VQ : Yvon Thiboutot) : l'inspecteur Mike Bosko
- William Fichtner (VF : Guy Chapellier ; VQ : Jean-Luc Montminy) : Roger Van Zant
- Tom Noonan (VF : Jean Lagache ; VQ : Benoît Marleau) : Kelso
- Natalie Portman (VF : Charlyne Pestel ; VQ : Camille Cyr-Desmarais) : Lauren Gustafson
- Kevin Gage (VF : Bernard-Pierre Donnadieu ; VQ : Marc Bellier) : Waingro, surnommé « l'artiste » (« Slick » en VO)
- Hank Azaria (VF : Jean-Pierre Leroux ; VQ : Hubert Gagnon) : Alan Marciano
- Susan Traylor : Elaine Cheritto
- Kim Staunton (VF : Maïk Darah)  : Lillian
- Jon Voight (VF : Michel Fortin ; VQ : Yves Massicotte) : Nate
- Danny Trejo (VF : Mostefa Stiti ; VQ : Patrick Peuvion) : Trejo
- Henry Rollins (VF : Bernard Métraux ; VQ : Jacques Lavallée)  : Hugh Benny
- Xander Berkeley (VF : Michel Derain ; VQ : Jacques Brouillet) : Ralph
- Ricky Harris (VF : Greg Germain ; VQ : Daniel Picard) : Albert Torena
- Tone Loc (VQ : Pierre Chagnon) : Richard Torena
- Paul Herman : le sergent Heinz
- Yvonne Zima : la fillette prise en otage
- Jeremy Piven (VQ : Alain Zouvi) : Dr Bob
- Jerry Trimble (VF : Vincent Ropion ; VQ : Pierre Auger) : l'inspecteur Danny Schwartz
- Martin Ferrero : le vendeur d'explosifs
- Bud Cort : Solenko
- Begonia Plaza : Anna Trejo

### Version française
- Studio de doublage : Studio d'Auteuil[5]
- Direction artistique : ?
- Adaptation : Philippe Videcoq

Sources et légende : Version française (VF) sur VoxoFilm et Version québécoise (VQ) sur doublage.qc.ca

## Production

### Préproduction
Il s'agit du remake du téléfilm L.A. Takedown du même réalisateur. L'intrigue s'inspire, en partie, d'une affaire criminelle s'étant déroulée à Chicago, au début des années 1960. Le personnage de Vincent Hanna est, en partie, inspiré de l'inspecteur Chuck Adamson, qui a pourchassé et fini par tuer le véritable Neil McCauley, en 1963. Le personnage de Nate, interprété par Jon Voight, est, quant à lui, inspiré d'Edward Bunker, un ancien truand de Los Angeles reconverti en romancier spécialisé dans le polar. La production avait, au début, opté pour Nick Nolte et Jeff Bridges pour les rôles de Vincent Hanna et Neil McCauley. L'ancien policier devenu acteur, Dennis Farina, a officié comme conseiller technique sur le tournage.
Mann, pour Heat (tout comme pour Collatéral), s’inspire du style minimaliste et détaché d’ Alain Delon dans Le Samouraï,,. La phrase « Je suis seul, pas solitaire » de McCauley (De Niro dans Heat) fait par exemple directement écho à celle de Jeff Costello (Delon dans Le Samouraï) « Je ne perds jamais, jamais vraiment »,.

### Attribution des rôles
Pour les rôles principaux, Mel Gibson et Kevin Costner auraient dû incarner Vincent Hanna et Neil McCauley.
Le rôle de Chris Shiherlis devait initialement être tenu par Keanu Reeves qui le refusa. Johnny Depp fut intéressé pour le même rôle mais avait demandé un salaire trop élevé. Jean Reno et Brad Pitt furent aussi sollicités pour le rôle, finalement attribué à Val Kilmer quand celui-ci a trouvé des disponibilités durant le tournage de Batman Forever.
Le personnage de Justine Hanna a été initialement écrit pour Gong Li qui le refusa malgré la traduction de ses dialogues en mandarin. Il fut proposé ensuite à Madeleine Stowe qui le refusera également avant que Diane Venora ne soit choisie.
Jon Voight, qui incarne Nate, a tout d'abord refusé de jouer dans le film pensant qu'il ne serait pas capable de jouer ce rôle correctement. Il a même suggéré Kris Kristofferson pour interpréter le rôle jusqu'à ce que Michael Mann, qui voulait travailler avec lui depuis longtemps, le persuade d'accepter. James Caan était également envisagé pour incarner ce personnage.
Le personnage de Waingro devait être interprété par Ted Levine mais ce dernier décida, pour éviter d'être catalogué comme méchant, d'incarner Bosko. Xander Berkeley, qui incarne l'amant de la femme de Vincent Hanna, a incarné Waingro dans le téléfilm de Michael Mann qui a inspiré ce film, L.A. Takedown. Le personnage de Michael Cheritto devait être incarné par Michael Madsen, mais pour des raisons inconnues, il fut remplacé par Tom Sizemore. Don Johnson, William Petersen et Jean-Claude Van Damme étaient également sollicités pour incarner ce personnage.

### Tournage
Le tournage s'est déroulé de fin décembre 1994 jusqu'au mois de mai 1995 dans plus de 65 lieux différents de Los Angeles et ses alentours. Aucune scène n'a été tournée en studio. La fameuse scène de la confrontation verbale entre Robert De Niro et Al Pacino a été tournée au restaurant Kate Mantilini de Beverly Hills, alors que les scènes finales du film l'ont été à l'hôtel Hilton et sur les pistes de l'aéroport international de Los Angeles. Michael Mann a fait en sorte qu'Al Pacino et Robert De Niro ne soient pas visibles simultanément à l'écran, même durant la scène de discussion dans le café.

#### La scène de la rencontre du bar
La scène de confrontation entre Al Pacino (Vincent Hanna) et Robert De Niro (Neil McCauley) n'intervient qu'au bout d'une heure trente et ne dure que 6 minutes. Michael Mann joue sur l'attente du spectateur. Cette rencontre donne l'occasion aux personnages de définir leurs règles et d'annoncer aux spectateurs les tenants et aboutissants du film. La scène se déroule dans un café au bord d'une route. C'est un lieu de passage qui bouillonne d'activité et qui symbolise une pause dans le voyage et donc une pause dans le film. C'est la nuit, de fait, les deux hommes sont des prédateurs nocturnes qui vivent loin des préoccupations des autres citoyens.
Techniquement, Michael Mann a utilisé deux caméras de manière simultanée en champ/contrechamp. Al Pacino et Robert de Niro apparaissent donc tour à tour à l'écran, mais jamais en même temps. Michael Mann, à qui l'on a reproché de ne pas avoir saisi les deux vedettes en même temps sur le même plan, s'explique ainsi : « Ce plan aurait été grammaticalement faux. Ils incarnent deux hommes que tout oppose. Je ne pouvais les montrer face à face ». Treize prises ont été tournées et c'est la onzième qui a été choisie au montage.
Pour la trame scénaristique, Hanna provoque la rencontre et commence les hostilités en parlant de prison à McCauley. Ce dernier lui fait comprendre qu'il n'y retournera jamais, avec toute la détermination d'un homme qui a choisi son destin. Hanna explique le désastre de sa vie. Cette tirade rend le personnage plus humain et plus sympathique. Son honnêteté le rend crédible et plus proche des préoccupations du public. McCauley lui avoue mentir à la femme de sa vie. Ainsi on est en porte-à-faux avec l'image que l'on peut avoir de lui. Lorsqu'il avoue par la suite être capable de l'abandonner sans même lui dire au revoir, il donne une dimension répulsive à son personnage. Hanna raconte ensuite ses rêves : on comprend que ce qui le motive est la culpabilité qu'il éprouve envers les victimes qu'il n'a pas pu sauver. Ce sens de la justice est partagé par les spectateurs. Cet échange annonce clairement aux spectateurs la suite du film : ce sera un duel à mort. Et comme, malgré le charisme de McCauley, le héros est enfin nettement identifié, on se doute alors de l'identité du vainqueur, d'autant que le rêve raconté par McCauley nous indique que son temps est compté.

#### Scène de l'attaque de la banque
Cette scène a nécessité un véritable travail de chorégraphie. Elle a profité des conseils du spécialiste Andy McNab, un ancien militaire britannique, crédité au générique comme entraîneur technique aux armes. McNab est l'un des trois survivants d'une action commando pendant la guerre du Golfe. Son peloton SAS avait été envoyé derrière les lignes ennemies pour sortir des missiles Scud. Depuis, il a écrit un livre à ce sujet, intitulé Bravo Two Zero.
McNab a participé activement au film afin de s'assurer que les voleurs utilisent des techniques de combat adéquates. McNab et ses assistants ont même applaudi quand Val Kilmer a finalement réussi à changer le chargeur de son fusil M-16 comme un professionnel.
La scène a été difficile à tourner. En effet, il a été impossible de bloquer les grandes artères de Los Angeles durant la journée. Elle n'a donc pu être tournée que tôt le matin et le week-end. L'ensemble de la scène a donc duré dix jours, soit cinq week-ends.

#### Scènes coupées au montage
Un certain nombre de scènes filmées n'ont finalement pas été reprises au montage final mais figurent sur l'édition spéciale double DVD :
- Achat des masques de hockey pour le braquage ;
- La vie normale d'un des complices, père de deux fillettes ;
- Cuisine d'un des indicateurs par Vincent Hanna ;
- Vincent Hanna essaye de retrouver les gangsters en faisant racheter une part des titres au porteur ;
- Vincent Hanna danse avec sa femme en discutant de qui a voulu se marier en premier ;
- Un gangster informe ses complices de ses mesures contre les mouchards de la police (scène présente dans L.A. Takedown) ;
- Reconnaissance autour d'une banque que va braquer la bande de Neil McCauley ;
- Discussion de Neil McCauley sur les honoraires pour soigner son protégé blessé (Chris Shiherlis) (scène présente dans L.A. Takedown) ;
- La scène d'avant-meurtre d'un des complices par la bande de Roger Van Zant et par Waingro ;
- Neil McCauley avec son mentor qui lui offre une porte de sortie en allant à Dublin (Irlande) (scène présente dans L.A. Takedown) ;
- Une petite mésentente entre Neil McCauley et sa nouvelle amie.

### Bande originale
Bandes originales par Elliot Goldenthal
Batman Forever
(1995) Michael Collins
(1996)
Le 19 décembre 1995, Warner Bros. Records sort un album sur cassette et CD du film intitulé Heat: Music from the Motion Picture. L'album est produit par Matthias Gohl.
Il contient une sélection de 29 minutes composée par Elliot Goldenthal, aussi bien que d'autres chansons d'artistes comme U2 et Brian Eno (sous le nom de Passengers), Terje Rypdal, Moby et Lisa Gerrard.
La musique du film utilise une version instrumentale raccourcie de la chanson de Joy Division New Dawn Fades par Moby, qui apparaît également sous la même forme dans l'album de la bande originale.
Michael Mann a réutilisé le morceau Armenia d'Einstürzende Neubauten dans son film suivant, Révélations (1999). Le film s'achève avec God Moving Over the Face of the Waters de Moby, dont une version différente apparaît à la fin de l'album.
| No  | Titre                                                                                         | Interprètes                | Durée |
| --- | --------------------------------------------------------------------------------------------- | -------------------------- | ----- |
| 1.  | Heat                                                                                          | Kronos Quartet             | 7:41  |
| 2.  | Always Forever Now (tiré de Original Soundtracks 1, 1995)                                     | Passengers                 | 6:54  |
| 3.  | Condensers                                                                                    | Elliot Goldenthal          | 2:35  |
| 4.  | Refinery Surveillance                                                                         | Kronos Quartet             | 1:45  |
| 5.  | Last Nite (tiré de Blue, 1987)                                                                | Terje Rypdal & The Chasers | 3:29  |
| 6.  | Ultramarine (tiré de Cobalt Blue, 1992)                                                       | Michael Brook              | 4:35  |
| 7.  | Armenia (tiré de Zeichnungen des Patienten O. T., 1983)                                       | Einstürzende Neubauten     | 4:58  |
| 8.  | Of Helplessness                                                                               | Elliot Goldenthal          | 2:39  |
| 9.  | Steel Cello Lament                                                                            | Elliot Goldenthal          | 1:43  |
| 10. | Mystery Man (tiré de The Singles Collection, 1989)                                            | Terje Rypdal & The Chasers | 4:39  |
| 11. | New Dawn Fades (tiré du single Feeling So Real (1995), paru aussi sur I Like to Score (1997)) | Moby                       | 2:51  |
| 12. | Entrada & Shootout                                                                            | Elliot Goldenthal          | 1:49  |
| 13. | Force Marker                                                                                  | Brian Eno                  | 3:36  |
| 14. | Coffee Shop                                                                                   | Elliot Goldenthal          | 1:38  |
| 15. | Fate Scrapes                                                                                  | Elliot Goldenthal          | 1:34  |
| 16. | La Bas: Song of the Drowned [Edited Version] (tiré de The Mirror Pool, 1995)                  | Lisa Gerrard               | 3:10  |
| 17. | Gloradin (from The Mirror Pool, 1995)                                                         | Lisa Gerrard               | 3:56  |
| 18. | Run UpHill                                                                                    | Elliot Goldenthal          | 2:51  |
| 19. | Predator Diorama                                                                              | Kronos Quartet             | 2:40  |
| 20. | OF Separation                                                                                 | Elliot Goldenthal          | 2:21  |
| 21. | God Moving Over the Face of the Waters (tiré de Everything is Wrong, 1995)                    | Moby                       | 6:58  |

## Accueil

### Critique
À sa sortie en salles, Heat rencontre un accueil critique majoritairement favorable. Sur le site agrégateur de critiques Rotten Tomatoes, le film obtient un score de 87 % d'avis positifs, sur la base de 83 critiques collectées et une note moyenne de 7,84/10 ; le consensus du site indique : « Bien qu'Al Pacino et Robert De Niro ne partagent qu'une poignée de minutes ensemble à l'écran, Heat est un drame policier captivant qui dessine des performances convaincantes de ses vedettes — et confirme la maîtrise du genre par Michael Mann ». Sur Metacritic, le film obtient une note moyenne pondérée de 76 sur 100, sur la base de 22 critiques collectées ; le consensus du site indique : « Avis généralement favorables ». En France, le site Allociné donne au film une note moyenne de 3,2/5, sur la base de 5 critiques de presse collectées.
En 2008, le magazine Empire classe le film à la 38e place de sa liste des « 500 meilleurs films de tous les temps ». Il figure aussi dans le top 250 du classement de films de l'Internet Movie Database, basé sur les votes du public, avec une note moyenne de 8,3/10 pour 344 896 notes.

### Box-office
Le film est un succès commercial au box-office, rapportant 67 436 818 $ lors de son exploitation en salles aux États-Unis, et 120 millions de dollars supplémentaires dans le reste du monde. En Europe, le film a dépassé les deux millions d'entrées au Royaume-Uni (2 737 031) et le million d'entrées en France (1 434 256, dont 425 851 entrées rien qu'à Paris), en Italie (1 299 031), en Espagne (1 231 014) et en Allemagne (1 070 472).
| Pays ou région    | Box-office        | Date d'arrêt du box-office | Nombre de semaines |
| ----------------- | ----------------- | -------------------------- | ------------------ |
| États-Unis Canada | 67 436 818 $      | -                          | -                  |
| France            | 1 434 256 entrées | -                          | -                  |
| Total mondial     | 187 436 818 $     | -                          | -                  |

## Distinctions

### Nominations
- Saturn Awards 1996 :
  - nomination au prix du Meilleur film d'action/aventure
  - nomination au prix du Meilleur acteur dans un second rôle pour Val Kilmer[29]

## Dans la culture populaire

### Cinéma
Heat a eu une influence importante sur plusieurs cinéastes, en particulier Christopher Nolan et son film The Dark Knight qui comporte une scène similaire de braquage de banque, dans laquelle l'acteur William Fichtner fait d'ailleurs une apparition. La confrontation entre Batman et le Joker à la moitié du film, dans le commissariat, renvoie également à celle entre Robert De Niro et Al Pacino au bar.

### Télévision
- Dans la série Kaamelott, le titre du film Heat est celui du premier épisode de la première saison ; dans l’épisode « Face-à-face » (saison 4, épisode 2) la scène de la discussion entre Hanna et McCauley dans un café est reprise par le roi Arthur et Lancelot du Lac dans la taverne.

### Jeux vidéo
- Dans Grand Theft Auto V (2013), une des missions, intitulée « Mise à sac » est similaire à l'attaque du fourgon blindé au début du film. Par ailleurs, le personnage de Devin Weston a pour habitude de surnommer n'importe quel protagoniste « l'artiste », une référence au personnage de Michael Cherrito.
- Kane and lynch : Dead Men rend plusieurs fois hommage aux films de Michael Mann, en particulier Heat et Collatéral avec les scènes de fusillade en pleine rue et dans le night club respectivement. De plus, l'apparence comme le caractère de Lynch semblent être inspirés de Waingro, incarné par Kevin Gage.
- Dans Payday: The Heist, la musique du film, lors de l'attaque de la banque, est réutilisée en version réarrangée.

### Musique
- Dans la chanson TDSI du rappeur Rohff, sur l'album La Vie avant la mort (2001) : « On veut tout prendre, sans s'faire prendre / On allume comme dans Heat ! ».
- Dans la chanson Scénario de Sadek : « Dans les quartiers on veut grailler, braquer sa chance comme dans Heat ».

## Projet de suite:Heat 2
Depuis plusieurs années, le réalisateur Michael Mann évoque une suite pour Heat.
En 2016, il annonce qu'il prépare une préquelle. Le projet doit prendre la forme d'un roman et être publié par la maison d'édition HarperCollins,.
En août 2019, lors d'une entrevue avec l'AFP, le réalisateur fait de nouvelles révélations. Son histoire est à la fois une suite et une préquelle, qu'il a co-écrite avec Reed Coleman. L'intrigue revient sur l’époque où Neil McCauley, alors dans la vingtaine, était en prison, ainsi que sur les premières années de Vincent Hanna dans la police de Chicago avant de déménager à L.A. L’histoire évoque également l’enfance de Chris Shiherlis,. Le réalisateur ajoute qu'il souhaite adapter cette histoire à l'écran mais ignore si le projet prendra la forme d'un long-métrage ou d'une série télévisée : « Au début, c’était un film, mais le paysage est en train de changer si radicalement et si rapidement, qui sait ? »
En mai 2020, le réalisateur explique lors d’une interview qu'il veut « absolument faire un film de la préquelle de Heat » qui, comme annoncé précédemment, serait une préquelle mais aussi une suite : « C’est avant le film et après le film. »
En novembre 2021, Michael Mann confirme qu'il a écrit un roman qui reprend les personnages de Heat et qu'il sera publié à l'été 2022. Intitulé Heat 2, il est coécrit par Meg Gardiner. Le 19 janvier 2022, il partage une bande-annonce sur Twitter et dévoile la date de sortie de Heat 2. Décrit comme un « roman cinématographique », le livre explore plusieurs époques : 1988, 1995–1996 et 2000. Il narre ainsi l’époque où Neil McCauley était en prison, les premières années de Vincent Hanna dans la police de Chicago avant de déménager à Los Angeles, ainsi que son premier mariage. Le 2 mars, il révèle que le roman débute avec le personnage de Chris Shiherlis blessé, essayant désespérément de s'échapper de Los Angeles. L’histoire évoque également l’enfance de Chris. Le roman est publié le 9 août 2022 aux États-Unis et sa traduction française le 15 mars 2023.
En mars 2025, Michael Mann révèle avoir bouclé l'adaptation du roman en scénario et qu'il l'a présenté à Warner Bros., déjà à l'origine du premier film.